# Matimekosh
Matimekosh est une réserve autochtone de la Nation innue de Matimekush-Lac John située sur la Côte-Nord au Québec (Canada). Matimekosh est enclavée dans la municipalité de Schefferville.
Matimekosh signifie « Petite Truite » en innu-aimun. La réserve est située près du lac Pearce et elle couvre une superficie de 68 hectares.
Le territoire de Matimekosh fut cédé aux Innus par le gouvernement fédéral canadien en 1968 après celui du Lac-John (1960).

## Géographie
La réserve est enclavée dans Schefferville.

## Développement économique
Cette communauté vit principalement de l'art, de l'artisanat, elle possède quelques commerces de services tels que dépanneur, pharmacie, machinerie lourde, mécanique automobile, équipement de camping, plomberie, essence, pourvoirie, vidéo. Le Conseil de bande est aussi l'un des grands employeurs de la communauté.
Le magasin principal est le Northern et on y trouve tout ce dont on a besoin pour la maison. Le prix des aliments y étant supérieur de 70 % du reste de la population québécoise, les Innus de Matimekosh-Lac John comptent beaucoup sur la chasse et la pêche comme moyen de subsistance.
Il y a quelques années, un autochtone a ouvert un dépanneur sous l'enseigne « Dépanneur Kuei Kuei ».
Une femme innue a hérité de la cantine de son père Pierre-Jacques Mckenzie, qui est maintenant décédé. Elle et son mari terre-neuvien ont ouvert une petite cantine de casse-croûte en 2001, que l'on nomme Rita's. Les deux entreprises innues sont une fierté dans cette communauté.

## Démographie
| 2001 | 2006 | 2011 | 2016 | 2021 |
| ---- | ---- | ---- | ---- | ---- |
| 449  | 528  | 540  | 613  | 661  |

## Langues
Les langues les plus parlées sont l'innu-aimun, suivi du français. La langue innue est toujours bien vivante et tous font de grands efforts pour que cela demeure.
En 2011, sur une population de 540 habitants, Matimekosh comptait 4,6 % de francophones et 95,4 % de locuteurs en innu-aimun .

## Éducation
L'école Kanatamat Tshitipenitamunu est une école primaire mais également une école secondaire. De plus, elle dispense des cours aux adultes lorsque nécessaire.
Au niveau primaire, les étudiants suivent des cours de langue innue et font de l'artisanat afin de sauvegarder leurs traditions. Il n'y a toutefois pas de cours de langue innue au niveau secondaire. Les étudiants effectuent cependant des activités culturelles pour en apprendre sur les identités, coutumes et culture innue. Ces activités culturelles peuvent aussi viser l'acquisition de crédits permettant l'obtention d'un diplôme d'études secondaires.
Cette école est placée sous la gouverne de l'Institution Tshakapesh.

## Vie sociale
Le comité des enseignants est à l'origine de la majorité des activités sociales sur la réserve. Autrement l'endroit est parfait pour les amoureux du grand air, les territoires s'étendant à perte de vue. La chasse et la pêche sont des activités toutes indiquées, la faune y étant abondante.
La communauté est propriétaire d'un aréna et d'un grand gymnase. Pour avoir accès à une piscine, il est nécessaire de se rendre au village naskapi de Kawawachikamach, situé à douze kilomètres de Matimekosh.

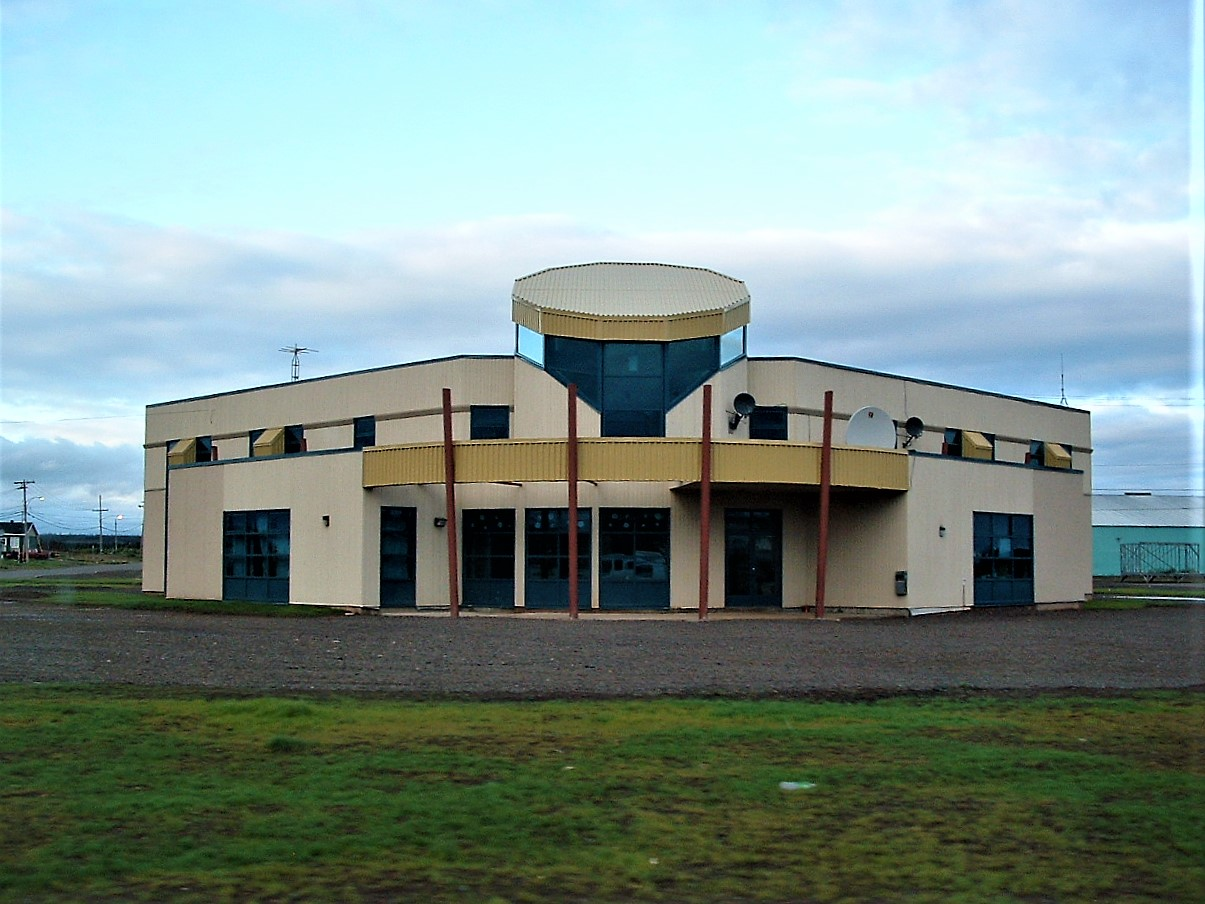
Édifice du Conseil de bande de la Nation innue de Matimekush/Lac-John.

## Organismes
- Membre de l'Assemblée des Premières Nations du Québec et du Labrador (APNQL)
- Radio Kue Attinukan 106,9 FM Matimekosh, Lac-John
- Conseil de bande de Matimekosh-Lac John

## Personnalités
- Lieu de naissance de Shanipiap - Geneviève McKenzie-Sioui, artiste et chanteuse innue.
- Lieu de naissance de Claude Mckenzie, chanteur innu et ancien chanteur du groupe Kashtin.
- Lieu de naissance d'Ernest Aness Dominique, artiste et peintre innu, il a sa galerie d'art à Sept-Îles[6].